# 15550 Sydney
För andra betydelser, se Sydney (olika betydelser).
15550 Sydney eller 2000 FR10 är en asteroid i huvudbältet som upptäcktes den 31 mars 2000 av den australiensiske amatörastronomen John Broughton vid Reedy Creek-observatoriet. Den är uppkallad efter Australiens största stad, Sydney.
Asteroiden har en diameter på ungefär 7 kilometer och den tillhör asteroidgruppen Eos.